# Emnilda z Lužice
Emnilda z Lužice (polsky Emnilda Słowiańska; 970–975? Slovinsko – 1017? Krakov) byla polská kněžna a třetí manželka vládce Polska Boleslava Chrabrého. Jejím otcem byl Dobromír, slovanský vládce z Moravy nebo z Lužice.

## Život
Sňatek mezi Emnildou a dědicem Polska Boleslavem se odehrál okolo roku 987. Pro prince Boleslava to byl třetí sňatek, předchozí dvě manželky zapudil po několika letech manželství, měl jednu dceru a syna Bezpryma. Během manželství Emnilda manželovi porodila pět dětí: dva syny (Měška a Otu) a tři dcery. Jedna z dcer se stala jeptiškou, další jménem Regelinda se stala míšeňskou markraběnkou a třetí dcera kyjevskou kněžnou.
Emnilda prý měla na manžela a státní záležitosti velký vliv. Je možné, že Boleslava doprovázela na setkání v Merseburgu v roce 1013. Gallus Anonymus a Dětmar z Merseburku ji zmiňují jako moudrou a okouzlující ženu, která se zasadila o propuštění mnoha vězněných šlechticů a jejich usmíření s jejím chotěm.
| „                     | ... věrna Kristu, obrátila nestálou mysl svého manžela ke všemu dobrému a nezměrnou štědrostí almužen a odříkáním nepřestávala smývat hříchy jich obou... | “ |
| — Dětmar z Merseburku | |   |

Přesné datum její smrti není známé, ale předpokládá se, že zemřela nejpozději v roce 1017, spíš však na konci roku 1016, protože 3. února 1018 se Boleslav Chrabrý oženil se svou čtvrtou a poslední manželkou, Odou Míšeňskou.